# Vida extraterrestre en la ficció
En la cultura popular, els "extraterrestres" són formes de vida — especialment formes de vida intel·ligent— que tenen un origen extraterrestre (no provinent de la Terra) i són referits col·lectivament com vida extraterrestre. Aquest ús és antropocèntric, el terme s'utilitza per fer referència a hipotètiques civilitzacions no humanes existents o no en altres planetes, fins i tot en el context del seu hàbitat natiu. Això pot ser vist com un retorn al sentit clàssic d'estranger que es refereix a un altre.

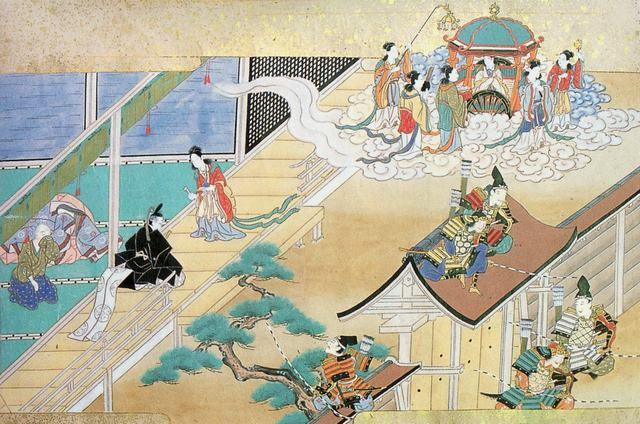
Kaguya-hime tornant a la lluna en “el conte del tallador de bambú”.

L'aparició de la vida extraterrestre en la ficció es va produir força abans del segle xxi. La protagonista de la literatura japonesa del segle x, “el conte del tallador de bambú”, era una hime (princesa) de la Lluna que és enviada a la Terra per seguretat durant una guerra celestial, i és trobada i criada per un tallador de bambú al Japó. Més tard és retornada a la Lluna per la seva família extraterrestre real. Una il·lustració del manuscrit mostra una màquina voladora similar a un plat volador.
Per la mateixa època, a la rondalla medieval àrab "Les Aventures de Bulukiya", pertanyent a Les mil i una nits, es representa un cosmos consistent de mons diferents, uns més grans que la Terra i cada un amb els seus propis habitants.
El poeta didàctic Henry More examinà el tema clàssic del Pluralisme còsmic del grec Demòcrit en "Democritus Platonissans, o un assaig sobre la infinitat dels mons" (1647). Amb el nou punt de vista relatiu que entén "Sol del nostre món / es converteix en una estrela en altre lloc", més fent un salt especulatiu a planetes extrasolars, 
les esferes glacials que sobre elles orbita;
les quals són ben mortes i estèrils,
Però pel càlid despertar d'amables dies,
I en les nits dolça rosades, en tal circumstància creixen
Llargues formes ocultes i vida, per lloar al seu gran Creador.